# Parálisis Permanente/Gabinete Caligari
Parálisis Permanente/Gabinete Caligari fue un sencillo compartido (split) que constituye la primera grabación de estudio de los grupos madrileños de post-punk Parálisis Permanente y Gabinete Caligari, lanzado en enero de 1982 bajo el sello Tres Cipreses. Se publicó unos meses antes del EP Quiero Ser Santa y de su LP El acto.

## Listado de canciones

### Cara A
1. Autosuficiencia  (Benavente - J. Canut)
2. Tengo Un Pasajero  (Benavente)

### Cara B
1. Golpes (Alberto Urrutia - Edi Clavo - Ferni Presas - Jaime Urrutia)
2. Sombras Negras  (Edi Clavo - Ferni Presas - Jaime Urrutia)